# یوزوکی ایتو
یوزوکی ایتو (انگلیسی: Yuzuki Ito؛ زادهٔ ۷ آوریل ۱۹۷۴) بازیکن فوتبال اهل ژاپن است.
از باشگاه‌هایی که در آن بازی کرده‌است می‌توان به باشگاه فوتبال کونسادول ساپورو، باشگاه فوتبال کاوازاکی فرونتال، و باشگاه فوتبال شیمیزو اس-پالس اشاره کرد.